# Carsko i kraljevsko domobranstvo
Carsko i kraljevsko domobranstvo (njem. kaiserlich-königliche Landwehr ili kk Landwehr), također zvan austrijski Landwehr, bila je teritorijalna vojska cislajtanske ili austrijske polovice Austro-Ugarskog Carstva od 1869. do 1918. godine. Njegov pandan bio je Kraljevsko mađarsko domobranstvo (ku Landwehr  ili Magyar Királyi Honvédség, najčešće samo Honvéd). Zajedno sa zajedničkom vojskom i carskom i kraljevskom mornaricom, činili su oružane snage (Bewaffnete Macht ili Wehrmacht) Austro-Ugarske. Dok se čini da naziv "Carsko-kraljevski" sugerira vezu između "Carske" (cislejtanske) i "kraljevske" (translejtanske ili mađarske) polovice Carstva, u ovom kontekstu "Kraljevski" se zapravo odnosi na Kraljevinu Češku (Königreich Böhmen ili České království) - nije suverena kraljevina u rangu s Kraljevinom Mađarskom, već krunska zemlja i posjed Habsburgovaca, koji su formalno ostali na kraljevstvu. U tom smislu, Kraljevina Češka je po statusu bila usporediva s Kraljevinom Galicijom i Lodomerijom i Kraljevinom Dalmacijom.
Za razliku od Njemačkog Carstva, gdje se Landwehr uglavnom sastojao od rezervista i dobrovoljaca, Carsko-kraljevski Landwehr sastojao se od redovnih jedinica. Bila je u potpunosti uspostavljena regularnim postrojbama, a ne djelomično mobilizirana ili kadrovirana. Landwehr ne treba brkati s Landsturmom koji je bio dobrovoljačka milicija.
Borbeni poredak na početku Prvog svjetskog rata;
- 37 pješačkih pukovnija (Landwehr Infanterieregiment)
  - 4 pukovnije bile su obučene za planinsko ratovanje (4., 23., 27. i 37.)
- 6 pukovnija kopljanika (ulana)
- 8 bataljuna poljskog topništva (Feldkanonen-Divisionen)
- 8 bataljuna poljskih haubica (Feldhaubitz-Divisionen)
- 3 tirolske streljačke pukovnije (Tiroler Landesschützen Regimenter)
- 1 divizijun tirolskih konjaničkih strijelaca (Reitende Tiroler Landesschützen Division)
- 1 divizijun dalmatinskih konjaničkih strijelaca (Reitende Dalmatiner Landesschützen Division)[2][1]

Dana 11. travnja 1917. pješačke jedinice Landwehra preimenovane su. Naslov "Landwehr" zamijenjen je naslovom "Schützen" ("Strijelci").
- Odore austrijskog domobranstva

## Pješaštvo
Godine 1869. formirano je 79 pješačkih bataljuna, a svaki se sastojao od stožera od desetak ljudi. Satnije su se morale formirati u punim činovima u slučaju mobilizacije, a nazočnost pozvanih u početku je bila ograničena na 8-tjednu obuku i sudjelovanje u vojnim manevrima 14 dana godišnje.
Ove su bojne nosile naziv Landwehrinfanterie-Bataillon za one stacionirane sjeverno od Dunava i Landwehrschützen-Bataillon za one južno.
Nedostatak državnog interesa i ograničena sredstva bili su glavni uzroci nedovoljne opremljenosti Landwehra u prvim godinama. Godine 1872. uvedeni su mali stalni kontingenti za svaki bataljun, čime je fiksni broj porastao na oko trideset ljudi. U istom razdoblju u Dalmaciji su osnovana još dva bataljuna, čime je dostignut broj od 82 bojne. U Tirolu i Vorarlbergu 1870. formirano je još 10 pješačkih bojni pod nazivom Landesschützen.
Godine 1884. 23 bojne Landwehrschützena i 59 bojni Landwehrinfanterie grupirani su u 5 Landwehrschützen pukovnija  i 17 Landwehrinfanterie pukovnija. 10 Landesschützen bojni iz Tirola i Vorarlberga i 4 bataljuna iz Dalmacije, koji su 1882. ostali su neovisni.
Između 1898. i 1901. broj pukovnija povećan je na 36, sve s nazivom Landwehrinfanterie-Regiment, čime je eliminirana prethodna razlika. Osim toga, 23 pričuvne bojne pretvorene su u djelatne bojne. Bili su grupirani u 16 brigada i 8 divizija.
1906. pukovnija br. 4 za nadzor brdsibnju 1kih granica s Italijom i transformiran za angažman u planinama. To je praktički dovelo do rođenja austrijskih planinskih trupa.
1906. godine 23. pukovnija stacionirana u Dalmaciji podijeljena je u dvije pukovnije, 23. i novu 37. pukovniju, a osoblje je iskorišteno za nadzor luka kako bi se nosilo s mogućim slučajem rata s Kraljevinom Italijom.
Godine 1908. I., II. i III. Landesschützen pukovnija, te 4., 23., 27. i 37. Landwehrinfanterie pukovnija dobila je opremu za brdsko ratovanje, a 1910. pridodani su Landwehr pješačkoj pukovniji br. 27 i rekonstruirana III Landesschützen pukovnija čime su formirane planinske trupe Landwehra (Landwehr Gebirgstruppe).  Za svaku pukovniju formirana je postrojba brdskih strojnica (Gebirgs-Maschinengewehrabteilung) s 4 strojnice.
Između 1908. i 1910., mitraljeske jedinice također su postavljene za preostale bojne Landwehra.
Oprema pješaštva Landwehra, osim brdskih trupa, bila je identična opremi pješaštva obične vojske.
Glavno oružje pješaštva bila je repetirka M1895 Steyr-Mannlicher. Policajci su bili naoružani ili M.7 Repetierpistole ili M12 Steyr modelom i nožem. Mitraljez koji je isporučen mitraljeskim odjelima bio je Schwarzlose M.07/12.

## Činovi
Usporedba oznaka činova časnika, dočasnika i vojnika (oznake generalskih činovi austrijskog domobranstva bili su isti kao i za zajedničku vojsku) za pripadnike Hrvatske kopnene vojske i činova pripadnika austrijskog domobranstva (Landwehra). Landesschützen pukovnije iz Tirola (I., II. i III. ), te pukovnije domobranstva broj 4 (Klagenfurt) i broj 27 (Laibach/Ljubljana) nosile su na svojim ovratnicima uz oznake čina i oznaku runolista.
| časnici                                 |                                                                 |                                               |                                 |                                 |                                 |
| viši časnici                            | viši časnici                                                    | viši časnici                                  | niži časnici                    | niži časnici                    | niži časnici                    |
|                                         |                                                                 |                                               |                                 |                                 |                                 |
| brigadir pukovnik (Oberst)              | pukovnik potpukovnik (Oberstleutnante)                          | bojnik (Major)                                | satnik (Hauptmann)              | natporučnik (Oberleutnante)     | poručnik (Leutnante)            |
| dočasnici                               |                                                                 |                                               |                                 |                                 |                                 |
| viši dočasnici                          | viši dočasnici                                                  | viši dočasnici                                | niži dočasnici                  | niži dočasnici                  | niži dočasnici                  |
|                                         |                                                                 |                                               |                                 |                                 |                                 |
| časnički namjesnik zastavnik (Fähnrich) | stožerni narednik časnički namjesnik (Offiziers-stellvertreter) | nadnarednik stožerni narednik (Stabseldwebel) | narednik (Feldwebel)            | desetnik vodnik (Zugsführer)    | skupnik kaplar (Korporal)       |
| vojnici                                 |                                                                 |                                               |                                 |                                 |                                 |
|                                         |                                                                 |                                               |                                 |                                 |                                 |
| razvodnik (Gefreiter)                   | razvodnik (Gefreiter)                                           | razvodnik (Gefreiter)                         | pozornik domobran (Infanterist) | pozornik domobran (Infanterist) | pozornik domobran (Infanterist) |